# Cocoseius elsalvador
Cocoseius elsalvador är en spindeldjursart som beskrevs av Denmark och Andrews 1981. Cocoseius elsalvador ingår i släktet Cocoseius och familjen Phytoseiidae. Inga underarter finns listade i Catalogue of Life.